# 桃園市立圖書館總館
桃園市立圖書館總館是桃園市立圖書館館群裡的總圖書館，位於中華民國桃園市桃園區，由桃園市立圖書館管理，受桃園市政府教育局監督。位於桃園藝文特區的第二代總館於2022年9月1日開始正式營運，樓高8層，設地下2層，為桃園市最大的公共圖書館，也超越高雄市立圖書館總館成為全國最大的地區性公共圖書館；內部規劃設有電影院、文創廣場、主題餐廳等設施。

## 沿革
逢桃園縣升格桃園市，文化局成立二級機關「桃園市立圖書館」，並使用文化局文化大樓作為總館，同時建立新一代「直轄市級」市立圖書總館取代第一代總館的規劃開始在2014年中華民國直轄市長及縣市長選舉前，並於鄭文燦當選桃園市市長後繼續規劃，於2016年1月22日確定選址於桃園市桃園區的藝文特區（桃園展演中心旁），規劃為一座樓高8層、地下2層的建築，樓板面積約為3萬9,300平方公尺、11,888坪，內部規劃有電影院、文創廣場、主題餐廳等設施，原預計2017年動工、2020年完工；而在同年10月，桃園市政府工務局再公告調整樓板面積為4萬4,300平方公尺、13,000坪。預計完工後將超越龍潭分館成為桃園市立圖書館群中最大的圖書館、並超越高雄市立圖書館總館成為台灣最大的地區性公共圖書館，在臺灣所有公共圖書館中則僅次國立臺灣圖書館、國立公共資訊圖書館、中華民國國家圖書館位居第四。
桃園市立圖書館新建總館工程採公開對外徵圖，於2017年4月11、12日進行建築設計圖評選，市府邀請美國、日本及國內共8位專家擔任評選委員，創下桃園公共工程首次邀集國外評委先例。
新總圖興建工程歷經4次招標後，於2018年11月22日完成評選，工程預算達31.5438億元，2018年11月19日正式開工，2022年9月完工，原訂於同年10月29日試營運。後因館舍量體大，為完善館內設備，館方舉辦3場壓力測試，邀請專家、身障團體等入館勘查，試營運日期預計延期至12月上旬，最終新館圖書館棟於2022年12月17日展開試營運，並於2023年9月1日開始正式營運。至於電影院棟，市圖館長姚敦明表示，由於廠商未取得增建樓地板建造執照即先行施作，館方參酌市府建築管理處裁罰結果及依據OT（營運、移轉）契約，以懲罰性違約金裁處新臺幣一百萬元，因復原、裝修需要時間，預計2023年7月開工，目標希望2023年底至2024年初竣工。
另原位於桃園市政府文化局之舊總館於新總館開幕後，改為「桃園市立圖書館文化局分館」。

## 館舍現狀

### 建築與設施
桃園市立圖書館新總館規劃樓板面積約為4萬平方公尺、12,000坪，由圖書館棟與電影院棟兩棟建築構成。8層樓的圖書館棟1樓有蔦屋書店進駐，文創市集、咖啡館等，2至7樓為期刊、樂齡閱讀區、親子及青少年閱覽區、館藏及一般閱讀區、多元文化區、地方文獻區、多功能活動室、數位學習區及雲端書屋，8樓為開放式景觀庭園；5層樓的電影院棟則規劃為「桃知道GELEVEN PLAZA」，1樓是主題餐廳、2樓是以國際動漫和潮玩公仔為主題，另外還有霹靂布袋戲展演空間、3樓是創作坊、4至5樓為威秀影城，共有4個影廳、地下2層為停車場，兩棟間設有空橋連接。
桃園市立圖書館新建總館工程競圖已於2017年4月12日完成評選，由郭自強建築師事務所與株式會社梓設計國際團隊以「生命樹」的綠建築主題獲得第一。其「生命樹」的設計概念由「圓錐狀環保節能通風採光井」、「知識螺旋」、「書架耐震壁」、「綠色螺旋」以及「環保外皮」五大要素所構成。

### 樓層規劃
| 桃園市立圖書館總館 |                                                                                                 |                                                            |
| 樓層               | 設施（圖書館棟）                                                                                | 設施（電影院棟）                                           |
| 8                  | 行政辦公區、收發室、開標室、會議室                                                              | （不適用）                                                 |
| 7                  | 視聽區、雲端閱讀室、語言學習區、享讀時光區、討論室、資訊檢索區、會議室                          | （不適用）                                                 |
| 6                  | 館藏區 900 （藝術）、外文區、多功能活動室、多元文化區、參考資源區、地方文獻區、桃園分區資源中心 | （不適用）                                                 |
| 5                  | 館藏區 500-800 （社會科學/中國史地/世界史地/語言文學） 、新書展示區                             | 威秀影城                                                   |
| 4                  | 館藏區 000-400 （總類/哲學/宗教/科學/自然科學）、青少年閱覽區、討論室、創客空間                 | 威秀影城                                                   |
| 3                  | 親子閱覽區、兒藝展示區、親子小學堂、小故事劇場、外文童書區                                      | 影視文創創作坊（AR、VR、MR）                               |
| 2                  | 服務台、預約書自取區、視障服務區、樂齡閱覽區、期刊閱報區、影印區                                | 文創基地（國際動漫、潮流公仔）、複合展演空間（霹靂布袋戲） |
| 1                  | 公共大廳、微光廳、自修室、書店/商場、保全辦公室                                                 | IP主題餐廳、商店                                           |
| B1                 | 汽車停車區、機車停車區                                                                          | 汽車停車區、機車停車區                                     |
| B2                 | 汽車停車區                                                                                      | 汽車停車區                                                 |

桃園市立圖書館總館

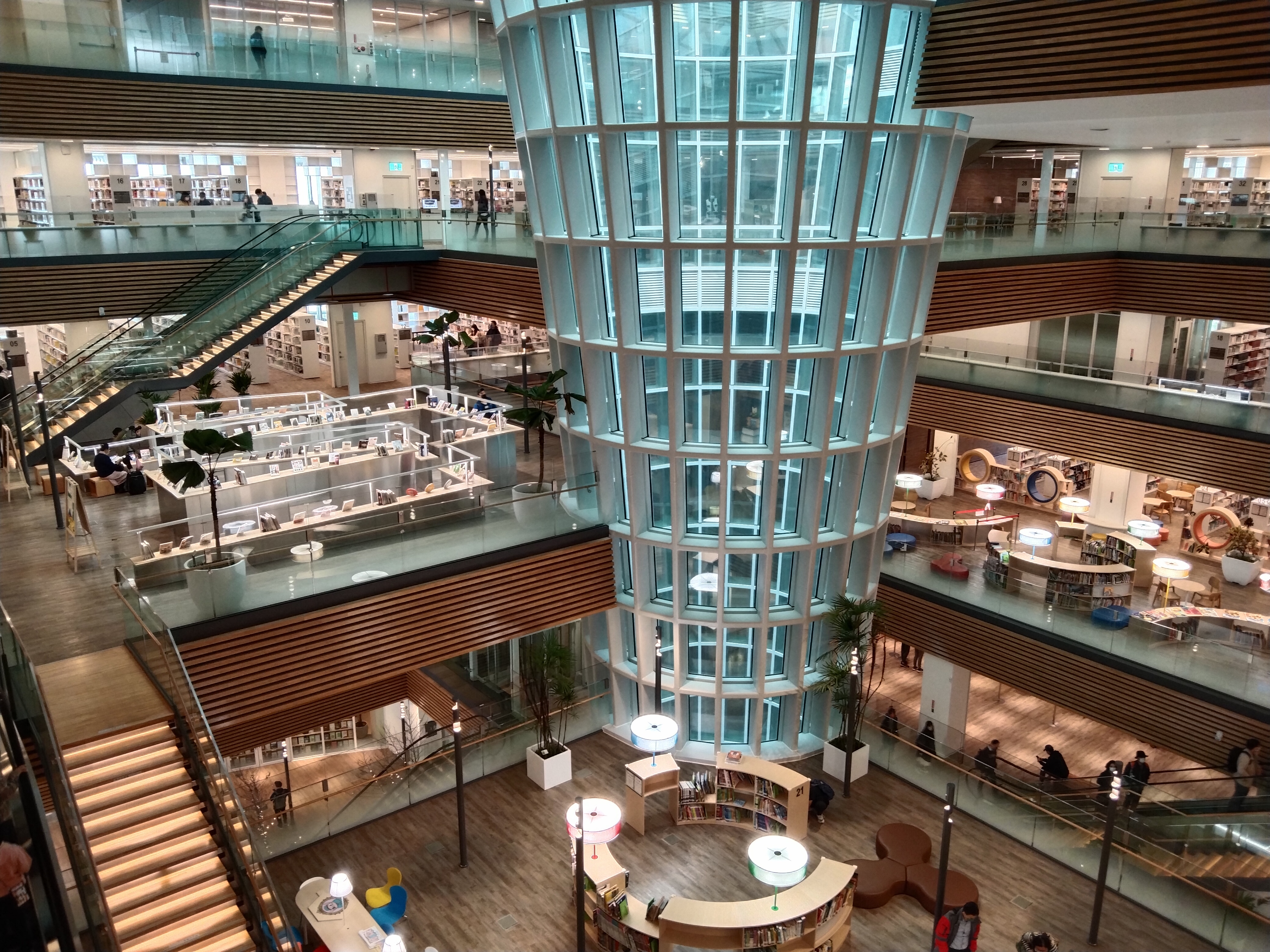
圖書館內部
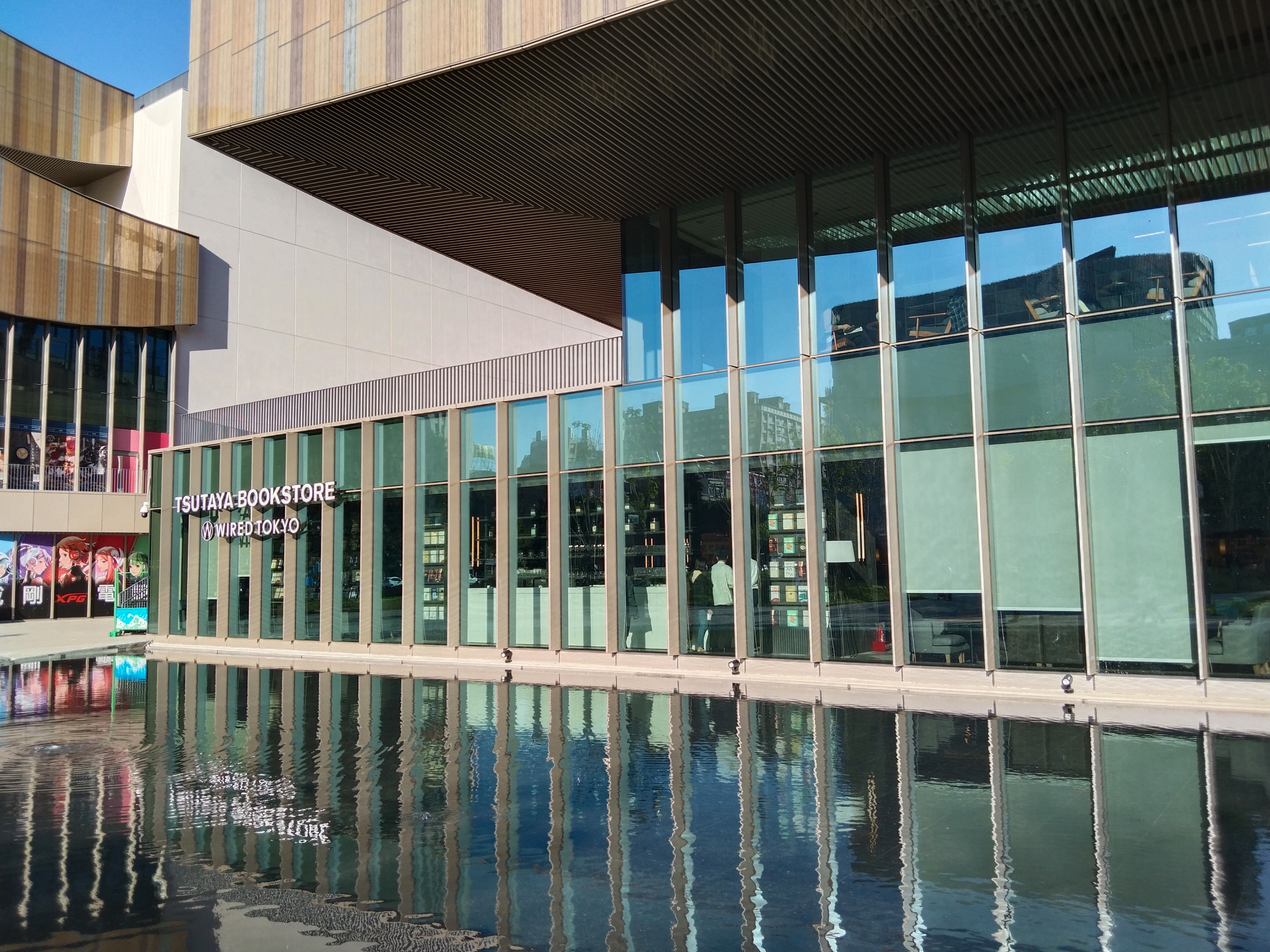
1樓蔦屋書店
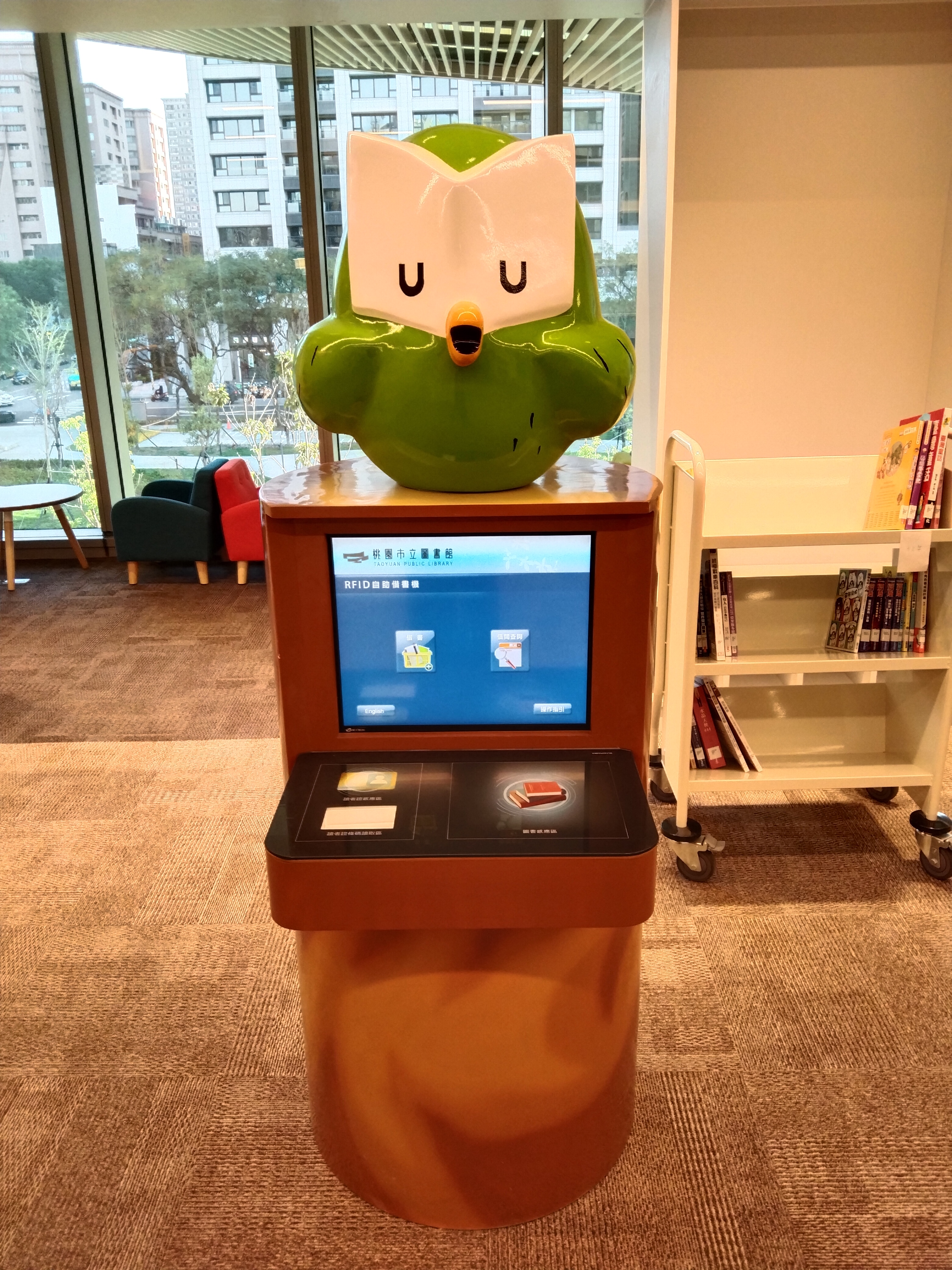
3樓兒童區，吉祥物“桃雀思”造型RFID自助借書機
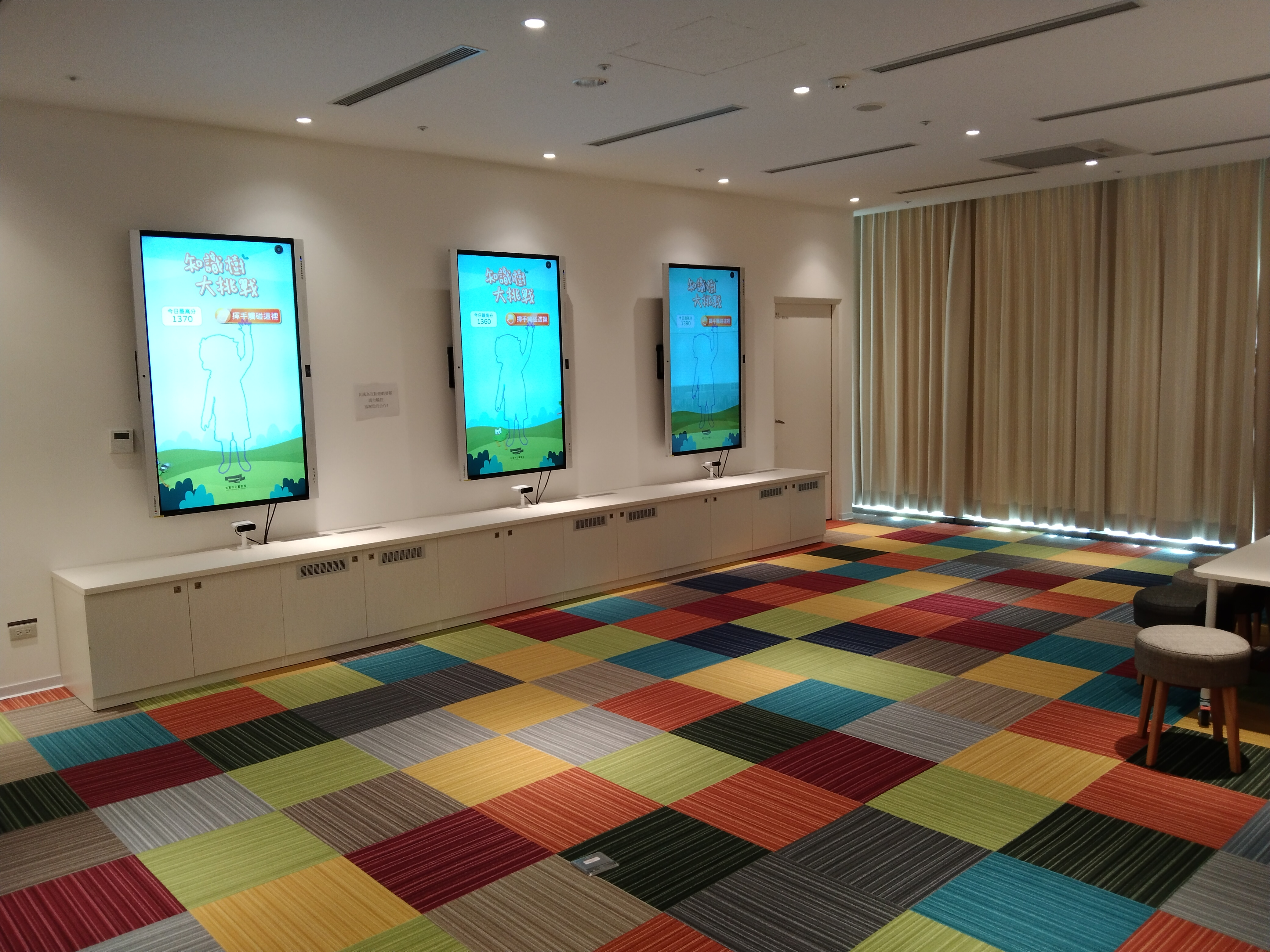
3樓親子小學堂
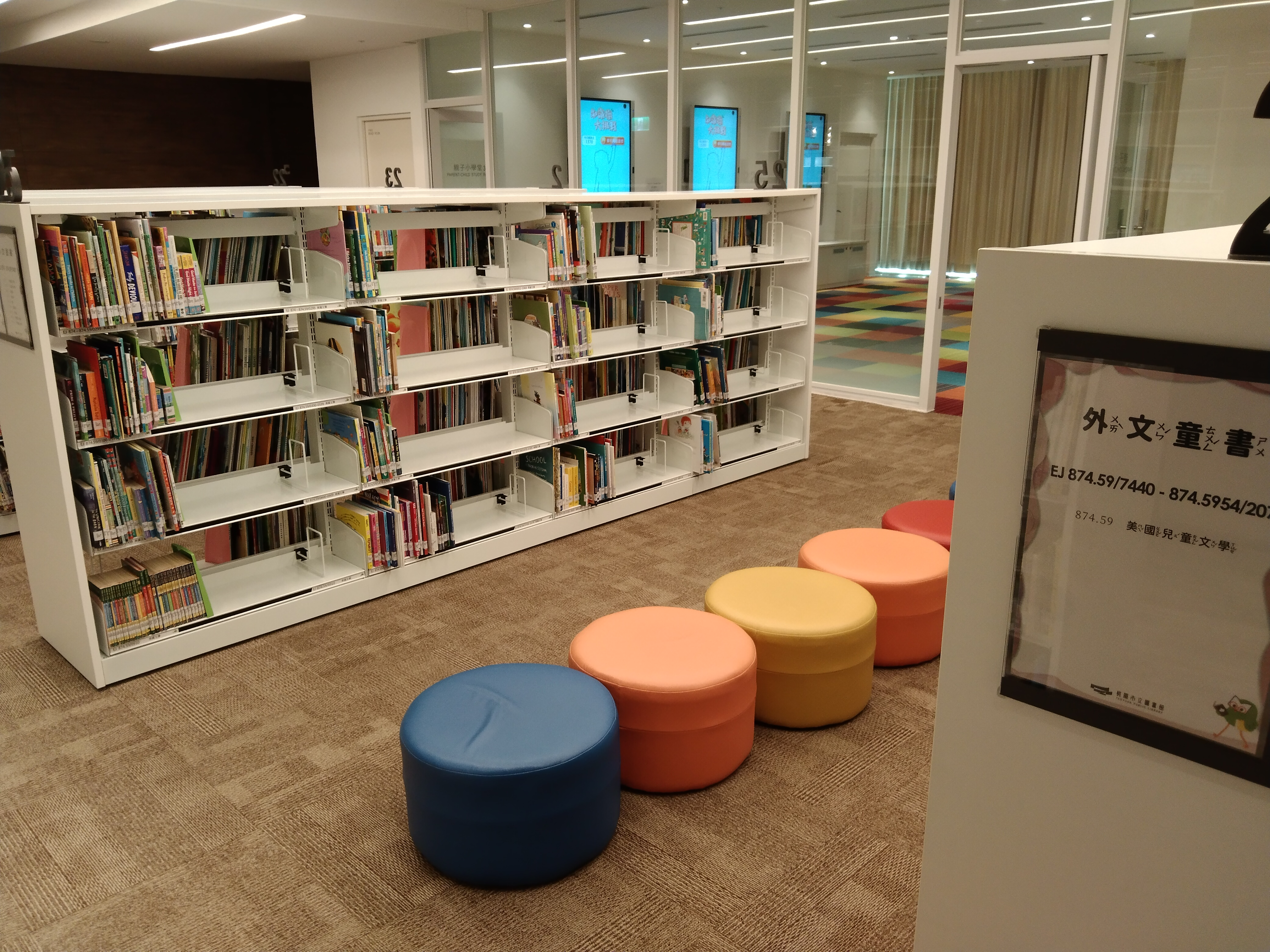
3樓外語童書區
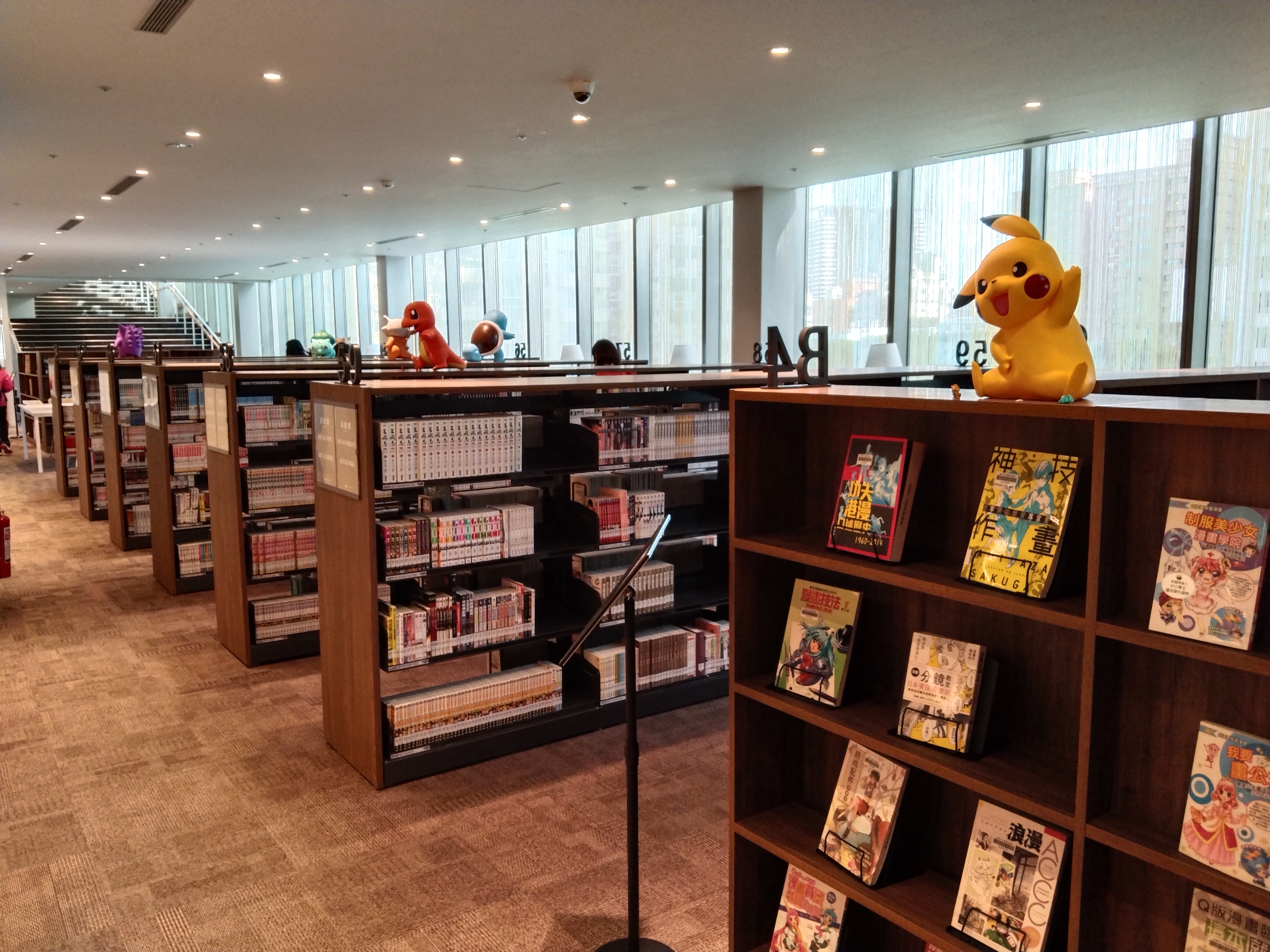
4樓漫畫區
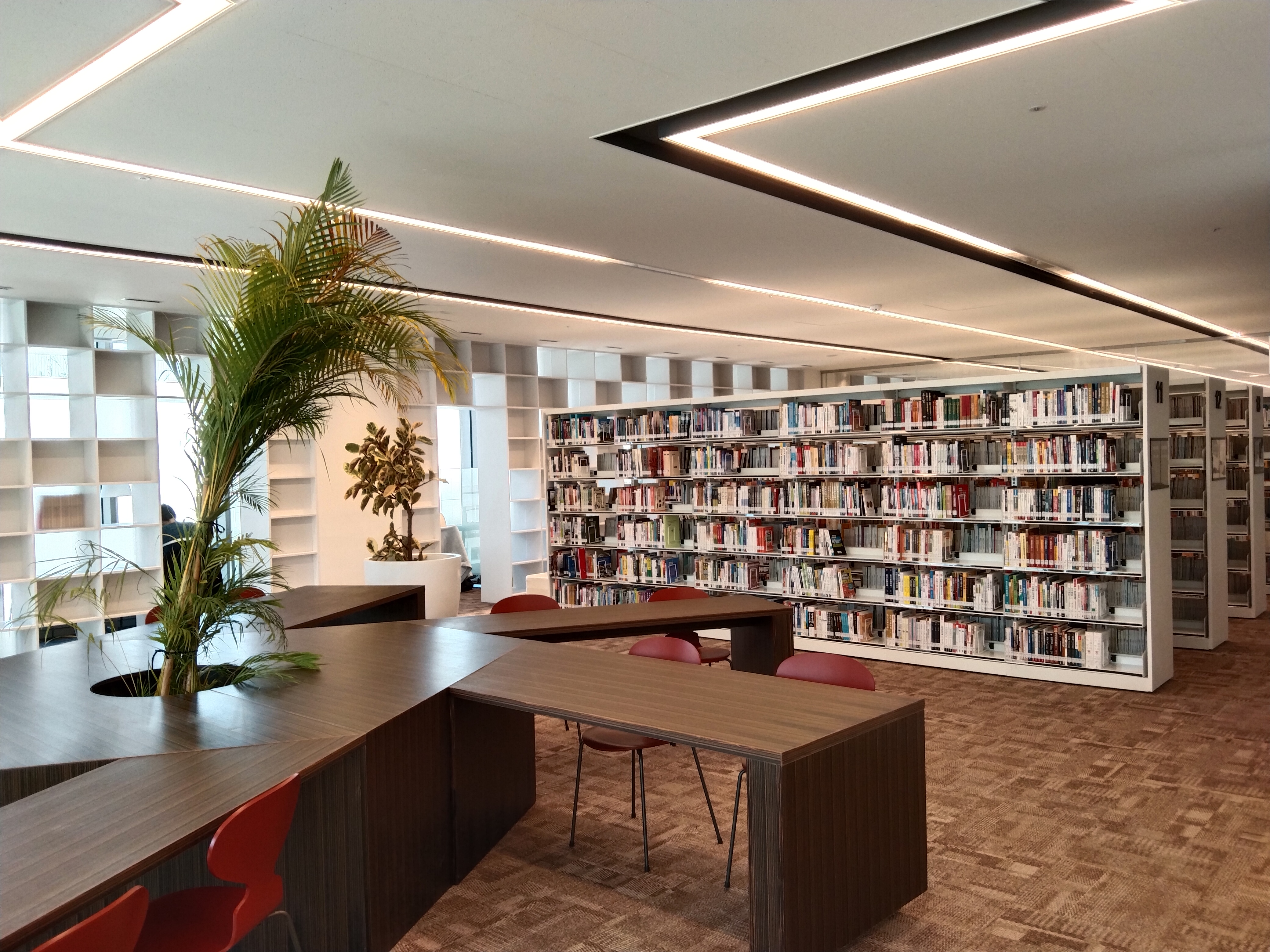
5樓館藏區
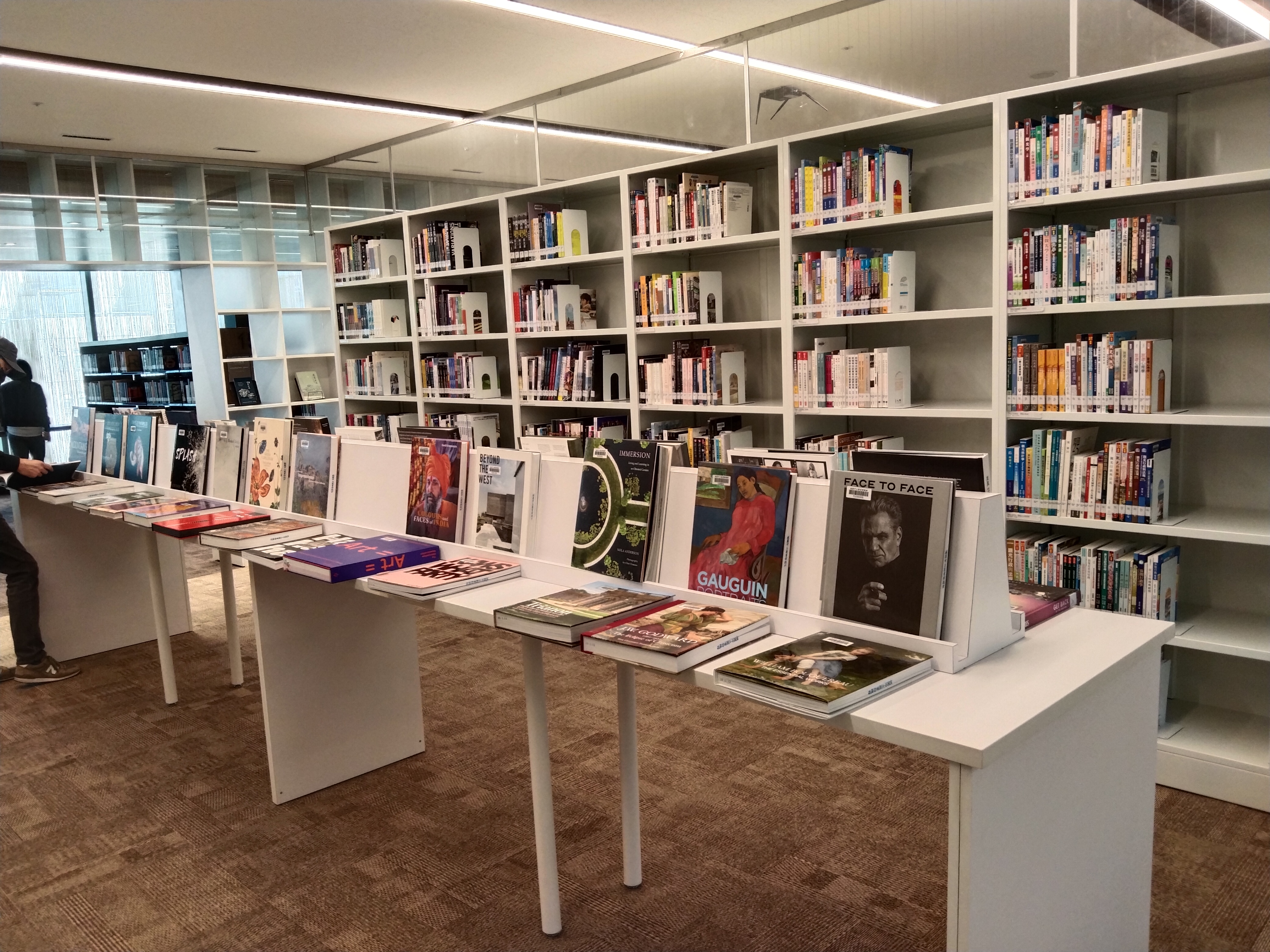
6樓館藏區
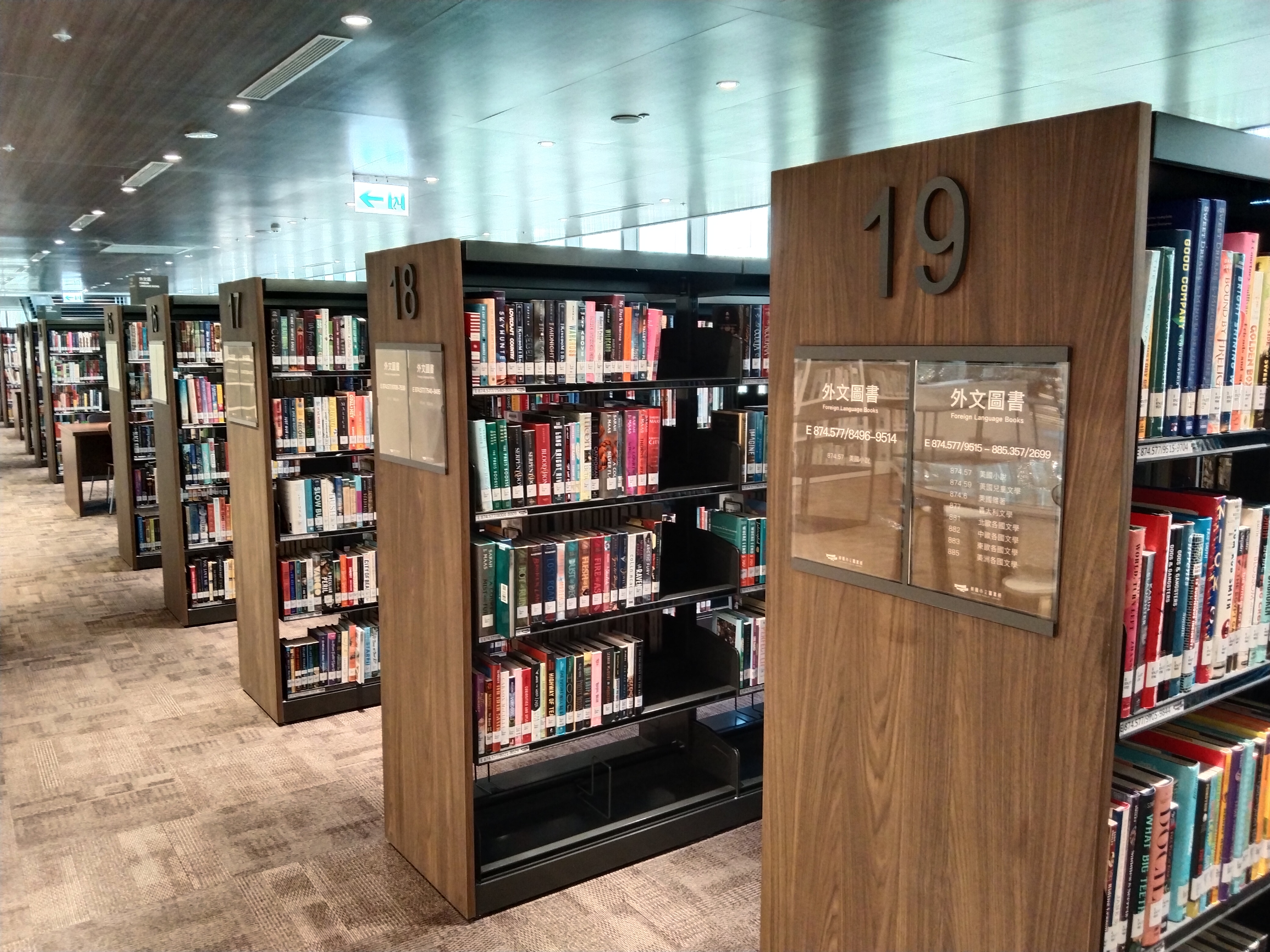
6樓外語館藏區
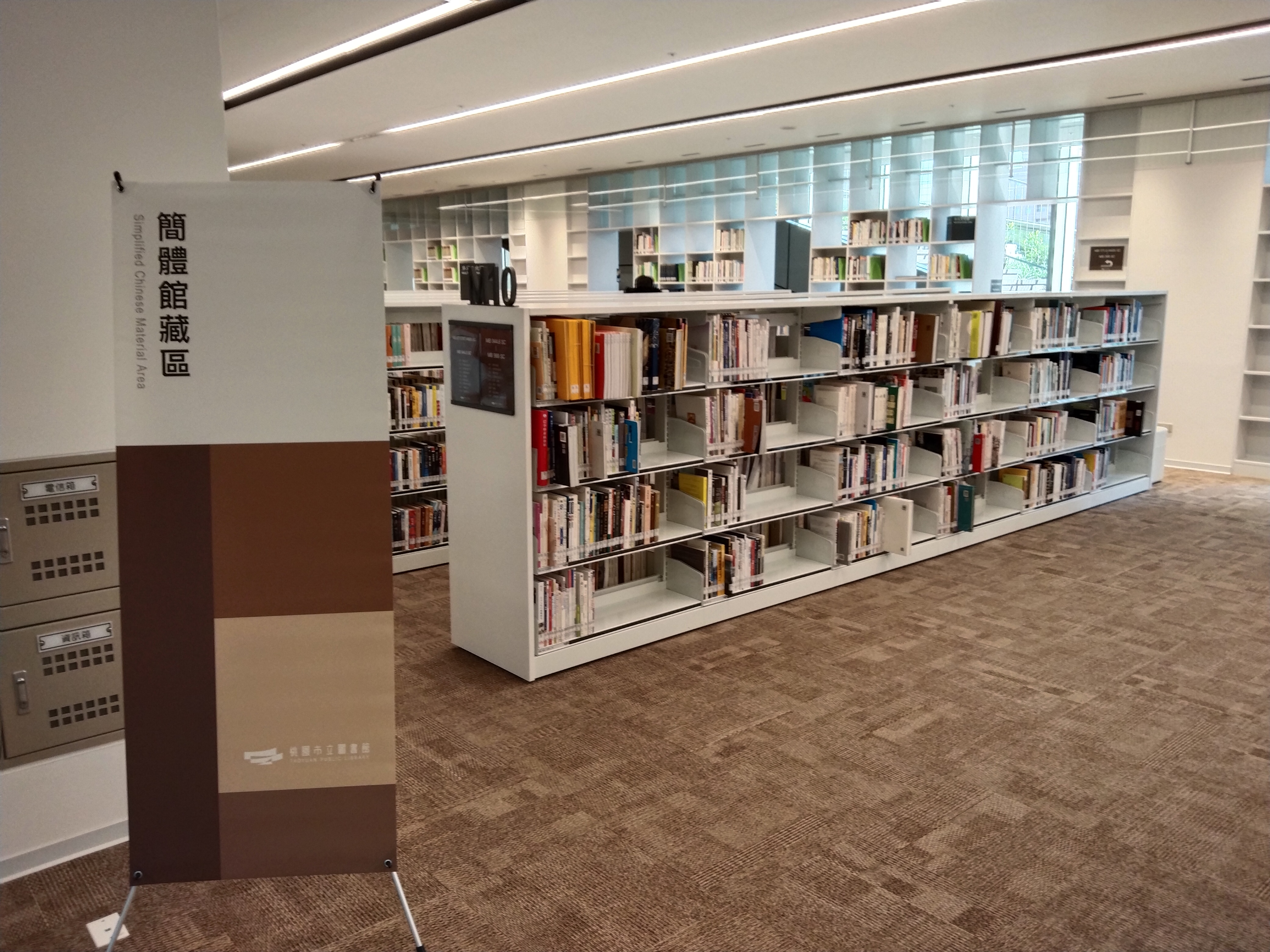
6樓簡體中文館藏區
6樓比利時圖書專區[22]
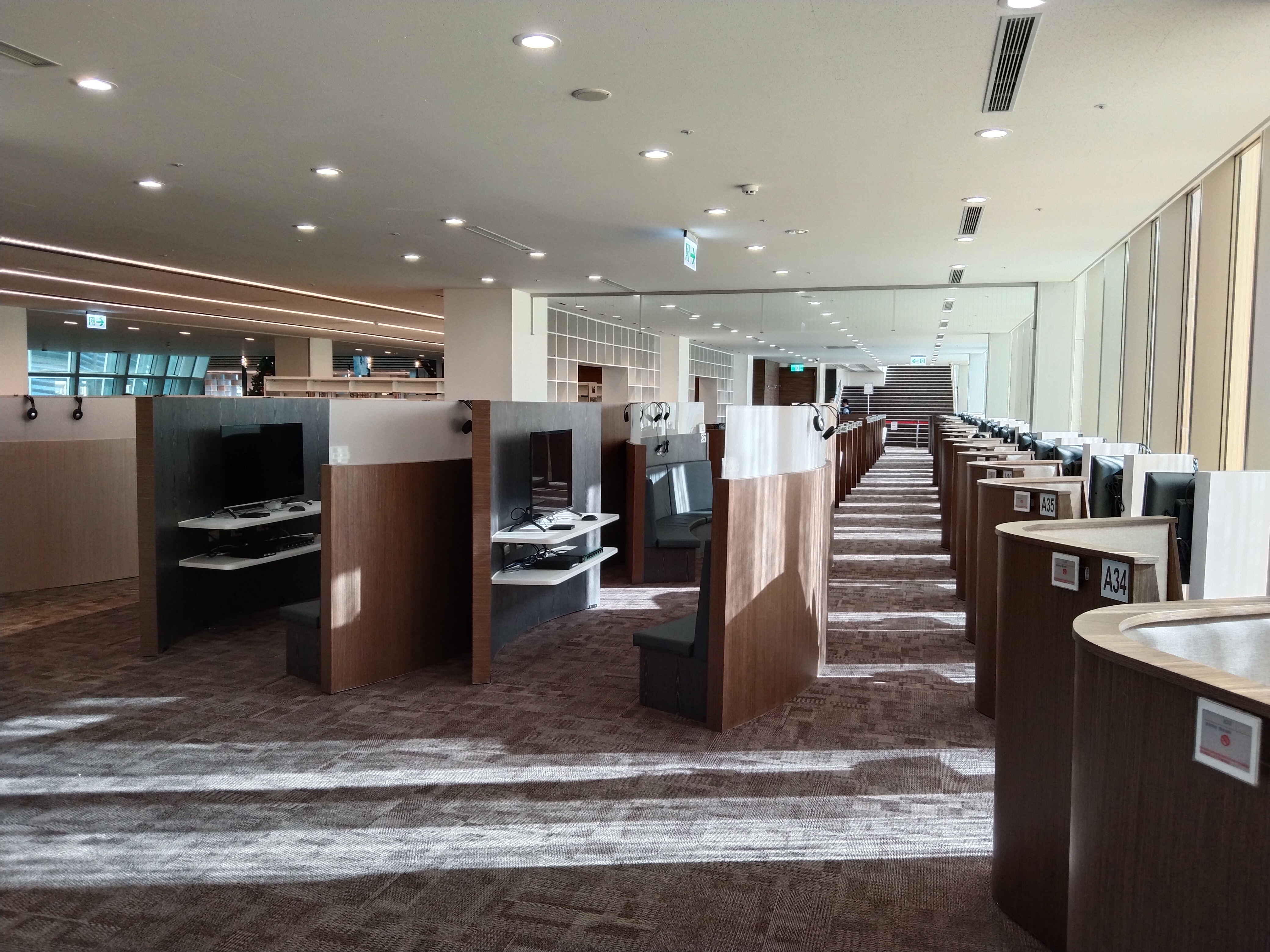
7樓視聽區

### 鄰近設施
- 綠線（興建中）：藝文特區站
- 桃園展演中心
- 同安親子公園

## 外部連結
- 桃園市立圖書館
- 桃園市立圖書館-總館新建工程競圖 （页面存档备份，存于）
- YouTube上的桃園市立圖書館新建總館工程 競圖第一名入圍廠商動畫-郭自強建築師事務所+日本株式會社 梓設計
- 用知識堆疊的生命樹 桃園全新圖書館化身時尚綠建築 （页面存档备份，存于）